# Ypsilothuria
Ypsilothuria is een geslacht van zeekomkommers, en het typegeslacht van de familie Ypsilothuriidae.

## Soorten
- Ypsilothuria bitentaculata (Ludwig, 1893)
- Ypsilothuria talismani Perrier, 1886